# 스프링 작전
스프링 작전(영어: Operation Spring)은 오버로드 작전 기간 동안 제2캐나다군단이 수행했던 작전이다. 미국 제2군의 코브라 작전에 발맞추어 영국-캐나다 연합군은 자신들의 전선에서 활동 중인 독일군에 압박을 가하는 작전을 입안했다. 스프링 작전은 베리에르 능선과 능선 남쪽의 여러 마을들을 점령하는 것이 주요 목표였다.  공세가 시작된 1944년 7월 25일, 독일군이 베리에르 능선에 구축한 방어선으로 인해 공세는 진전을 못 냈고, 캐나다군은 작전 중 큰 피해를 입었다.
비록 스프링 작전에서 캐나다군은 큰 피해를 입었지만, 독일군은 코브라 작전과 스프링 작전 중 어느 쪽이 연합군의 주요 공격인지 알지 못했다. 스프링 작전의 실패에도 불구하고 캐나다군은 스프링 작전 종료 3일 뒤인 1944년 7월 30일 블루코트 작전을 개시해 1주일 동안 독일군을 몽핑송 지역까지 몰아냈고, 이후 곧바로 후속작전인 토털라이즈 작전를 개시해 독일군을 다시 남쪽으로 밀어냈다. 이후 트랙터블 작전을 개시한 캐나다군은 8월 21일 팔레즈 포위망 북쪽에서 독일군을 포위하게 되었다.

## 배경
오른강 북쪽의 캉 지역은 1944년 7월 8일부터 9일까지 찬우드 작전 중에, 오른강 남쪽 지역은 굿우드 작전 중 7월 19일에 캐나다 제2군단 (가이 시먼즈 중장)에 의해 애틀랜틱 작전 중에 점령되었다. 캉에서 남쪽으로 약 8km 떨어진 베리에르 능선은 팔레즈로 진격하려는 연합군을 저지했다. 베리에르 능선을 점령하려고 했던 연합군의 시도는 제프 디트리히가 이끄는 제1SS기갑군단이 막았다.

## 서막

### 계획
공격은 총 4단계로 진행될 예정이었는데, 캐나다 제6보병여단이 보부아르 농장과 트로테발 농장을 탈환하고 생마르탱 드 퐁트네를 점령함으로써 출발선을 통과한 후, 캐나다 제2사단은 캉-팔레즈 도로의 서쪽을 제4, 5보병여단과 함께 공격할 예정이었다. 그 후 캐나다 제5보병여단은 오른쪽 측면에서 메이-쉬르-오른과 퐁트네-르-마르미옹을 점령할 계획이었다. 왼쪽 측면에 있던 캐나다 제4보병여단은 베리에레를 점령한 다음, 로킹코르를 점령할 예정이었다. 도로의 동쪽에 있던 캐나다 제3사단은 9보병여단과 함께 가르시에-세크빌을 점령할 예정이었다. 보병여단은 캐나다 제2기갑여단의 지원을 받기로 되어 있었다. 계획의 1단계는 캐나다 제2사단과 제3사단이 메이-쉬르-오른, 베리에르, 틸리-라-캄파뉴를 점령하는 것이 목표였했다. 2단계는 작전이 개시된 지 2시간 반 후에 사단들이 퐁트-르-마르미옹, 로킹코르, 카르시에-세크빌을 점령하는 것이었다. 3단계에서는 제7기갑사단이 122번 지점을 점령하여 생토를 향해 진격하고, 4단계에서는 근위기갑사단이 가르시에-세크빌 동쪽의 숲을 점령하는 것이 주요 목표였다.
포병 지원은 제2캐나다군단 왕립포병대, 제8군단 왕립포병대, 영국 공군 제83군단이 담당했다. 12개 야전연대는 264문의 야포를 보유하고 있었는데, 25구경 포탄 192문과 105구경 포탄 96문, 5.5인치 포 144문을 보유한 9개 중연대, 155구경 포 16문과 7.2인치 포 16문을 보유한 중연대, 지상포 24문을 보유한 3.7인치 대공포 24문을 합쳐 총 488문을 보유했다.

## 전투

### 연합군의 공격

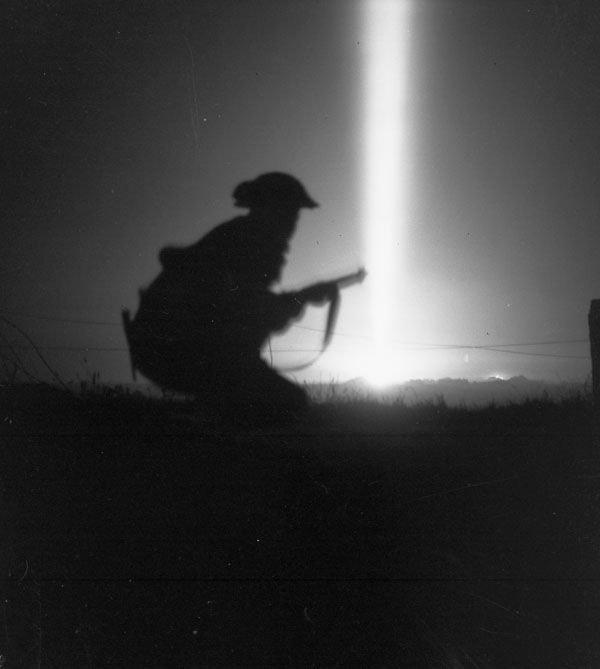
1944년 7월 25일부터 7월 26일 사이 밤에 플뢰뤼쉬르오른으로 진격하는 캐나다군 병사.

오전 3시 30분, 노바스코샤 고지대 연대는 틸리라캉파뉴를 공격했다. 시먼즈는 구름에 반사된 탐조등을 이용해 복잡한 조명 시스템을 개발했는데, 이를 통해 노바스코샤 연대는 독일군의 위치를 볼 수 있었으나, 이는 노바스코샤 연대도 독일군 방어병에게 노출된다는 의미였다. 오전 4시 30분, 선두 중대들이 목표를 점령했음을 알리는 신호탄을 발사했다. 다음 한 시간 안에 찰스 페치 중령은 마을로 증원군을 이동시켜 독일군 잔당을 "소탕"하는 작업을 지원하기 시작했다. 서쪽에서는 해밀턴 왕립 경보병이 초기 저항을 겪었지만, 오전 5시 30분까지 베리에르 마을을 확보했다. 오전 7시 50분, 존 로킹엄 중령은 시즈에게 그의 대대가 목표 지점에 참호를 팠다고 보고했다.
7월 25일, 캘거리 하이랜더스는 메이쉬르오른과 부르게뷔스 능선을 공격했지만, 집결지인 생마르탱이 여전히 독일군에게 점령되어 있었다. 캘거리 하이랜더스의 두 개 중대는 생마르탱을 우회해 메이쉬르오른 외곽에 도달했다. 이후 무선 연락이 두절되었고 두 중대는 많은 사상자를 입었다. 오전 늦게 캘거리 하이랜더스는 생마르탱을 확보한 후 부르게뷔스 능선을 공격했다. 두 차례의 고비용 공격 후, 캘거리 하이랜더스는 메이쉬르오른을 간신히 유지했다.
3단계 작전은 신중한 타이밍을 요구했다. 에섹스 스코티시 연대와 사우스서스캐처원 연대의 두 차례 시도는 큰 실패로 돌아갔다. 탱크와 포병 지원이 이루어지지 않았고 보병은 생마르탱 집결지에 도착하는 데 네 시간이 늦었다. 블랙 워치는 61고지에서 마을로 이동하던 중 독일군의 강력한 저항에 부딪쳤다. 베리에르 능선에서 공격이 시작되었을 때, 보병은 생마르탱 남쪽 공장 지역, 베리에르 능선, 그리고 오른강 반대편의 독일군으로부터 사격을 받았다. 몇 분 만에 통신이 두절되었고 블랙 워치는 공격 병력 중 15명만 남기고 전멸했다. 이는 디에프 기습 이후 캐나다군에게 가장 피비린내 나는 날이었다.

### 독일군의 반격

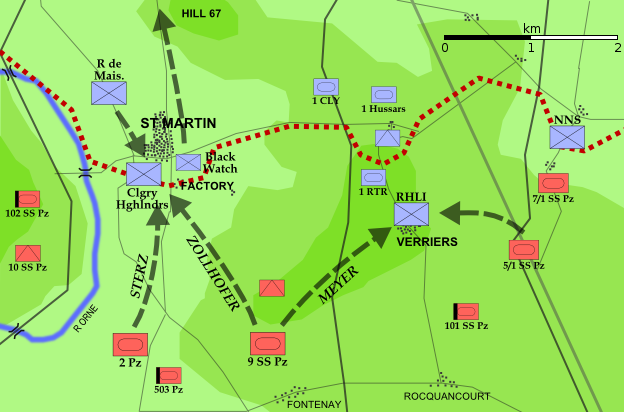
스프링 작전 이후 독일군의 반격

몇몇 날 동안 독일군, 주로 제9SS기갑사단 및 제12SS기갑사단은 캐나다군이 스프링 작전 동안 점령한 위치를 계속해서 공격했다. 캘거리 하이랜더스는 결국 메이쉬르오른에서 철수했고, 노바스코샤 고지대 연대는 틸리라캉파뉴에서 후퇴할 수밖에 없었다. 독일군은 즉시 베리에르 마을을 역습했으나 격퇴당했다. 다음 이틀 동안 RHLI는 능선을 방어하기 위해 "광적으로" 싸우며 잘 배치된 대전차포와 기관총 진지로부터의 수십 차례의 역습을 물리쳤다. 7월 26일, 독일 지휘관들은 베리에르 남쪽 경사면에 배치된 병사들에게 "능선을 넘으면 죽는다"고 선언했다. 마을을 방어하는 동안 RHLI는 200명이 넘는 사상자를 냈다. 독일군의 역습은 퀸즈 오운 카메론 하이랜더스 오브 캐나다, 캘거리 하이랜더스 및 블랙 워치로 하여금 메이쉬르오른과 생마르탱에서 후퇴하게 만들었다. 블랙 워치 지원 중대와 캘거리 하이랜더스는 자신들의 위치에서 밀려나면서 많은 사상자가 발생했다.

## 분석
스프링 작전이 시작되던 날에 코브라 작전도 시작되었는데, 독일군은 어느 작전이 주요 작전인지 확신하지 못했다. 스프링 작전이 이틀 정도의 주요 작전이 될 수 있었던 것은 캉 남쪽의 거점을 확보하는 것이 중요했기 때문인데, 독일군은 코브라 작전이 주요 작전임을 깨닫고 서쪽으로 병력을 이동시켰다. 토털라이즈 작전과 트랙터블 작전은 1944년 8월에 시작되었고, 이 두 작전은 스프링 작전에 비해 독일군의 저항을 적게 받은 반면 독일군으로부터 더 많은 영토를 탈환했다.
캐나다의 공식 역사학자인 찰스 페리 스테이시는 다음과 같이 말했다.
"스프링" 작전에서 발생한 48시간의 유혈사태는 시간을 버는데에 도움이 되었지만, 이 작전은 이미 강력한 "굿우드" 작전과 "애틀랜틱 작전"의 효과를 강화하는 것에 지나지 않았다. "스프링"은 영국군과 캐나다군이 교두보 맞은편에 결정적인 타격을 가할 기회를 마련하기 위해 몽고메리의 계획에 따라 행한 오랜 "보류 공격"의 마지막이자 가장 적은 비용이 드는 사건은 아니었다. 전략적으로 긴급한 필요성이 있었고, 그 긴급성은 최고사령관이 몽고메리에 보 교신에서 강하게 강조되었다. 그 기회는 충분히 만들어졌고, 생로에서 남쪽으로 굴러가는 미군의 부대들은 그것을 완전히 파악하고 있었다. 그러나 캉 전선에서의 격렬한 전투는 아직 끝나지 않았다